# Otto Lessmann
Otto Lessmann (Rudersdorf, Berlín, 30 de gener de 1844 - Jena, Turíngia, 27 d'abril de 1918) fou un compositor i professor de música alemany.
Estudià piano, composició i cant a Berlín, fou preceptor per espai de dos anys dels fills del comte de Brühl, i el 1866 aconseguí el nomenament de professor en el Conservatori de Stern i després en l'escola de piano del professor Tausig. A partir de 1872 figurà com a director d'una institució musical de l'emperadriu Augusta, a Charlottenburg.
Malgrat ser autor de diversos lieder, es distingí més com a crític musical. El 1891 comprà la important revista musical Allgemeine Musik-Zeitung, la qual va redactar fins al 1907.